# Filialkirche Unterwölbling

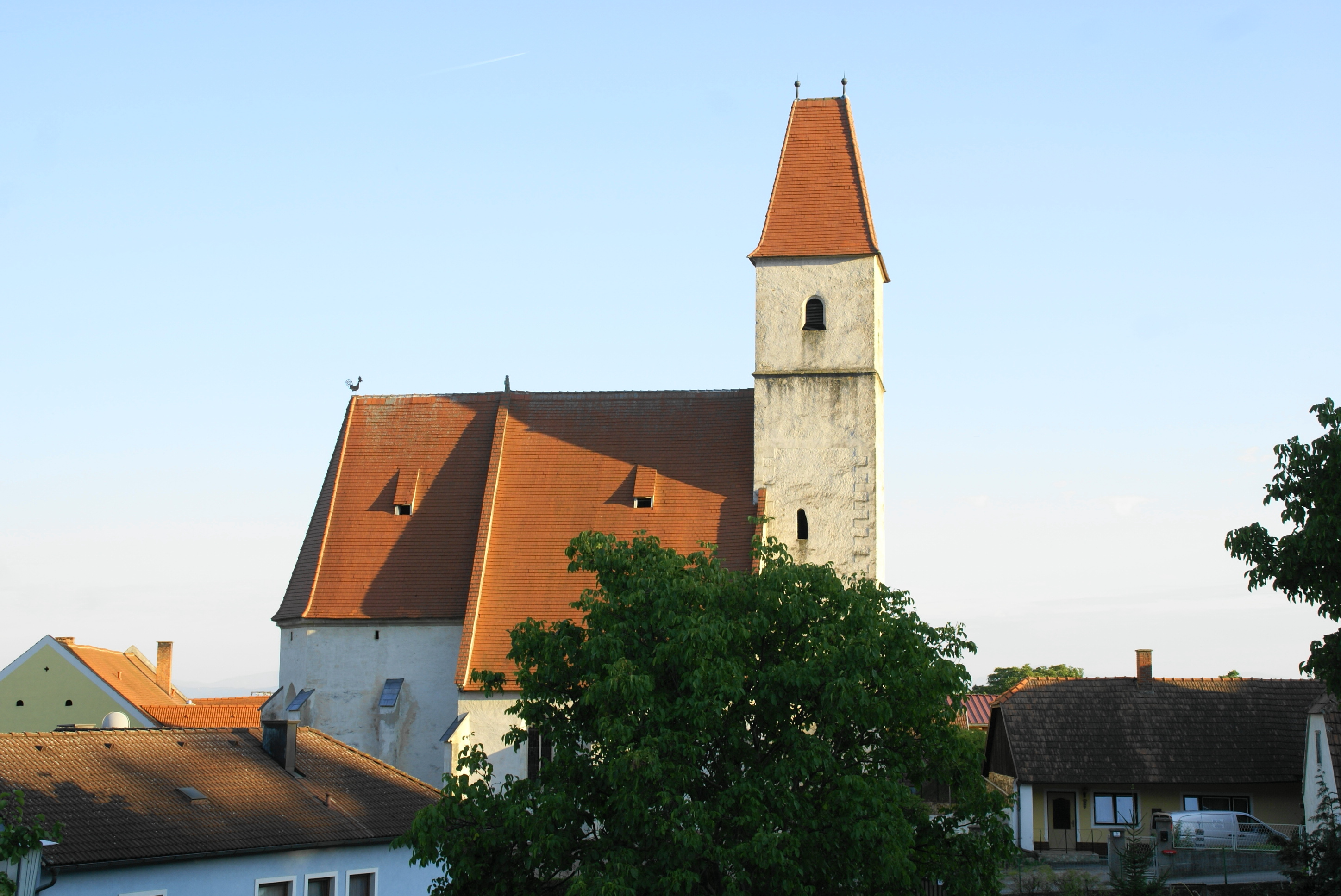
Katholische Filialkirche hl. Veit in Unterwölbling

Die römisch-katholische Filialkirche Unterwölbling steht in einer Hanglage im Nordwesten der Ortschaft Unterwölbling der Marktgemeinde Wölbling im Bezirk St. Pölten-Land in Niederösterreich. Die dem Patrozinium des Heiligen Veit unterstellte Filialkirche der Pfarrkirche Oberwölbling gehört zum Dekanat Göttweig in der Diözese St. Pölten. Die Wehrkirche und der ehemalige wehrhafte Friedhof stehen unter Denkmalschutz (Listeneintrag).

## Geschichte
Die spätgotische Wehrkirche mit einer Zweistützenbreithalle und einem eingezogenen Polygonalchor unter steilen Satteldächern entstand im Anfang des 16. Jahrhunderts. Der ältere vorgestellte Westturm ist romanisch.
Urkundlich war 1522 eine Kirchweihe. 1910 war eine Restaurierung, 1964 eine Innenrestaurierung. Um 1988 erfolgte eine weitere Restaurierung.

## Architektur
Die Kirche ist von einem aufgelassenen Friedhof umgeben. Die mittelalterliche und teils erneuerte Friedhofsmauer war eine Wehrmauer und hat ostseitig ein barockes Rundbogentor.
Das Kirchenäußere zeigt ein Langhaus mit einem profilierten Sockel, zweibahnige Maßwerkfenster, teils aus dem Anfang des 16. Jahrhunderts und teils erneuert aus 1910. Die Westfront mit dem vorgestellten Westturm hat zwei flankierende spätgotische Portale mit original eisenplattenbeschlagenen Türblättern zu den zwei Seitenschiffen. Das linke Portal ist ein reich verstäbtes Schulterportal mit 1511. Das rechte Portal ist ein Spitzbogenportal mit einem filigran profilierten Gewände um 1300. Der eingezogene Chor hat zwei- bis dreibahnige Maßwerkfenster aus dem Anfang des 16. Jahrhunderts mit Fischblasen und ein Wehrgeschoß mit Schießscharten unterhalb des Traufgesimses. Südlich am Chor steht ein kleiner Sakristeianbau mit einem reliefierten Traufgesims um 1520.
Der massive romanische Turm trägt ein Zeltdach. Der untere Turmbereich hat eine Ortsteinquaderung in Putz, einen Hocheinstieg und Schießscharten. Der obere Bereich hat ein Schallgeschoß mit einem Kordongesims und zweibahnigen Rundbogenfenstern mit 1575. Am Dachfirst gibt es Knäufe, ein Steinkreuz und einen Hahn.
Unter der Kirche gibt es eine Gruft bzw. ein Beinhaus unter einer bruchsteingemauerten Tonne, der Abgang erfolgt über eine Treppe, welche jedoch verschüttet ist, zu einem unter dem Bodenniveau gelegenen Spitzbogenportal südlich am Langhaus.
Das Kircheninnere zeigt eine kurze dreischiffige zweijochige Zweistützen-Breithalle, gestaffelt auf Scheidbögen. Alle Schiffe haben Gewölbe mit Netzrippen mit verstäbten Rippen und Schlusssteinen, floral reliefiert bzw. mit Wappen. In den Seitenschiffen gibt es die Jahresangaben 1512 und 1513. Die Seitenschiffe sind mit weiten Spitzbogenarkaden auf gekehlten oktogonalen Pfeilern zum Mittelschiff geöffnet. An der Triumphbogenwand des Mittelschiffes gibt es reliefierte Konsolen mit zwei Köpfen, Weintrauben und Astwerk. Die Westempore über die ganze Breite des Langhauses steht auf drei Rundbogenarkaden auf polygonalen Pfeilern, die Empore ist netzrippenunterwölbt mit reliefierten Schlusssteinen mit Haus- bzw. Steinmetzzeichen, 1519, Rebmesser, Wappen, Butte und anderem Gerät. In der westlichen Langhauswand befindet sich ein erneuertes Schulterportal zum Turmerdgeschoß.
Der leicht eingezogene Triumphbogen ist spitzbogig. Der einjochige Chor mit einem Fünfachtelschluss hat ein Sternrippengewölbe auf Halbrunddiensten auf einem Kaffgesims. In der Nordwand des Chores befindet sich eine spätgotische rechteckige Sakramentsnische aus dem Anfang des 16. Jahrhunderts mit einem originalen Gitter in einer zwillingbogigen Blendmaßwerkrahmung bekrönt mit Fialen, Kreuzblumen und Zinnen. In der Südwand des Chores befindet sich eine zweiteilige rechteckige Sessionsnische, eine kleine Rechtecknische und eine Eisenplattentür aus dem 18. Jahrhundert zur Sakristei.

## Ausstattung
Die ornamentale Glasmalerei im Chor entstand 1955.

## Einrichtung
Der Hochaltar ist ein barockes Säulenretabel, das Altarblatt Martyrium des hl. Veit entstand urkundlich im Jahr 1723, die Statuen zweier Bischöfe in der zweiten Hälfte des 18. Jahrhunderts, im Auszug befindet sich die Figurengruppe Hll. Dreifaltigkeit.
Der linke Seitenaltar hat einen gemauerten Altartisch und darauf eine Statuette Mater Dolorosa aus der Mitte des 19. Jahrhunderts flankiert von den Heiligen Maria und Johannes, entnommen aus einer Kreuzigungsgruppe aus dem dritten Drittel des 18. Jahrhunderts. Darüber befindet sich ein Leinwandbild des hl. Antonius von Padua wohl von Martin Johann Schmidt um 1750/1760 in einem aufwändig gestalteten Rahmen mit Akanthus um 1700.
Der rechte Seitenaltar hat einen gemauerten Altartisch und darauf eine spätgotische Predella mit Halbfigurenmalerei Schmerzensmann von zwei Engeln gehalten um 1470.
Die Orgel hat ein spätbarockes Werk in einem Rokoko-Gehäuse. Eine Glocke nennt Hans Schen 1533.

## Grabdenkmäler
- Marmorepitaph aus 1671 zu Joseph Anton von Ruessenstein als Säugling, gestorben 1668.